# Jakob Ott
Jakob Ott (* 26. März 1903 in Hundsbach; † 21. Mai 1966 in Mannheim) war ein deutscher Politiker (SPD) und Widerstandskämpfer.

## Leben
Jakob Ott, ein gelernter Zimmermann, war vor Machtergreifung der Nationalsozialisten ein Funktionär der SPD und Leiter der Zahlstelle in Mannheim. Obwohl seit dem Ermächtigungsgesetz vom 24. März 1933 de facto politische Aktivitäten illegal waren, hatte der SPD-Politiker Jakob Sommer im Glauben an demokratische Mittel auf dem Polizeipräsidium in aller Form eine Versammlungserlaubnis für sozialdemokratische Funktionäre in der Neckarstadt eingeholt. Am 11. Mai 1933 erschienen während der Sitzung SA-Leute in Begleitung von Polizeibeamten und verhafteten etwa 40–50 Personen. Jakob Ott kam umgehend ins KZ Heuberg. Dort wurde er nach 5 Monaten entlassen. Gleich darauf organisierte er als Bezirksleiter den sozialdemokratischen Widerstand in Mannheim und Baden.  Zeitungen wie Neuer Vorwärts und Schriften gegen das Naziregime wurden eingeschmuggelt, ebenso im Geheimen gedruckt und verteilt, auch wurde der Kontakt zu anderen Widerstandsgruppen im In- und Ausland aufrechterhalten. 1934 konnte er sich einer erneuten Verhaftung nach einer Warnung von Paula Muselmann durch Flucht über das Saarland nach Frankreich entziehen. Jakob Ott leitete dort im Exil eine SPD-Vertrauensstelle der Sopade in Montluçon, welche Emigranten betreute. Beim Einmarsch deutscher Truppen wurde Ott unerkannt als französischer Soldat verwundet, da er inzwischen eine neue Identität als Edmund Foulét angenommen hatte. Nach seiner Genesung im Lazarett wurde er als Zwangsarbeiter nach Deutschland verschleppt, wo er bis 1945 verblieb.
Nach dem Krieg war er in Mannheim als Parteisekretär der SPD für den Stadt- und Landkreis tätig. Von 1948 bis zu seinem Tod gehörte er dem Mannheimer Gemeinderat an.